# Nicolás de Gangoiti
Nicolás de Gangoiti (Madrid, 30 de septiembre de 1804-Madrid, 6 de enero de 1857) fue un grabador español.

## Biografía
Nació en Madrid en 1804. Discípulo de Vicente López Enguídanos, su inclinación fue hacia la pintura, pero la avanzada edad de su padre, Pedro Manuel Gangoiti, también grabador, le obligó a dedicarse al grabado en talla dulce, tanto en el adorno de viñetas y escudos de armas como en la letra. Su hermano Juan también sería grabador. Nicolás se encargó de hacer la mayor parte de las muestras de adorno para las obras caligráficas de José Francisco de Iturzaeta, y confeccionó también cartas hidrográficas y otras obras.
Falleció en Madrid el 6 de enero de 1857, a los 52 años.